# Championnat des îles Vierges britanniques de football 2021
Navigation
Édition précédente Édition suivante
La saison 2021 du championnat des îles Vierges britanniques de football est la neuvième édition de la BVIFA Football League, le championnat de première division des îles Vierges britanniques.
En raison de la pandémie de Covid-19, la saison 2019-2020 s'est étirée jusqu'à décembre 2020, repoussant le lancement de la saison suivante à février 2021. Ainsi, pour revenir à un format saisonnier, les dix formations engagées sont réunies au sein d'une poule unique où elles s'affrontent une seule fois. Ensuite, les six meilleures formations participent au Super Six afin de déterminer les deux finalistes. Le tenant du titre et septuple vainqueur, le Islanders FC, se qualifie pour la deuxième phase mais ne parvient pas à obtenir sa place pour la finale. Ce sont finalement les Sugar Boys qui sont sacrés champions pour la première fois de leur histoire face au Lion Heart.

## Les équipes participantes
| \| Road Town : Islanders FC Old Madrid One Caribbean One Love United Panthers FC Rebels FC Wolues FC Spanish Town : Lion Heart Sugar Boys Virgin Gorda United Road Town Spanish Town \| Localisation des équipes engagées. |
| Road Town : Islanders FC Old Madrid One Caribbean One Love United Panthers FC Rebels FC Wolues FC Spanish Town : Lion Heart Sugar Boys Virgin Gorda United Road Town Spanish Town                                          |

| Équipe              | Classement 2019-2020 | Ville        | Stade                          |
| ------------------- | -------------------- | ------------ | ------------------------------ |
| Islanders FC        | Champion             | Road Town    | Sherly Ground                  |
| Wolues FC           | 2e                   | Road Town    | Sherly Ground                  |
| Sugar Boys          | 3e                   | Spanish Town | Virgin Gorda Recreation Ground |
| Panthers FC         | 4e                   | Road Town    | Sherly Ground                  |
| One Caribbean       | 5e                   | Road Town    | Sherly Ground                  |
| Lion Heart          | 6e                   | Spanish Town | Virgin Gorda Recreation Ground |
| One Love United     | 7e                   | Road Town    | Sherly Ground                  |
| Virgin Gorda United | 8e                   | Spanish Town | Virgin Gorda Recreation Ground |
| Rebels FC           | 9e                   | Road Town    | Sherly Ground                  |
| Old Madrid          | 10e                  | Road Town    | Sherly Ground                  |

Légende des couleurs
- Tenant du titre

## Compétition

### Phase régulière
Dans cette première phase, les dix équipes s'affrontent une seule fois. Les six meilleurs clubs se qualifient pour le Super Six.
Le barème de points servant à établir le classement se décompose ainsi :
- Victoire : 3 points
- Match nul : 1 point
- Défaite : 0 point

| Rang | Équipe              | Pts | J | G | N | P | Bp | Bc | Diff |
| ---- | ------------------- | --- | - | - | - | - | -- | -- | ---- |
| 1    | Sugar Boys          | 22  | 9 | 7 | 1 | 1 | 17 | 7  | +10  |
| 2    | Islanders FC T      | 21  | 9 | 7 | 0 | 2 | 18 | 7  | +11  |
| 3    | Wolues FC           | 19  | 9 | 6 | 1 | 2 | 23 | 11 | +12  |
| 4    | Lion Heart          | 17  | 9 | 5 | 2 | 2 | 19 | 14 | +5   |
| 5    | Virgin Gorda United | 11  | 9 | 3 | 2 | 4 | 11 | 15 | -4   |
| 6    | Panthers FC         | 10  | 9 | 3 | 1 | 5 | 15 | 17 | -2   |
| 7    | One Caribbean       | 10  | 9 | 2 | 4 | 3 | 10 | 12 | -2   |
| 8    | Old Madrid          | 7   | 9 | 2 | 1 | 6 | 13 | 23 | -10  |
| 9    | Rebels FC           | 5   | 9 | 1 | 2 | 6 | 11 | 20 | -9   |
| 10   | One Love United     | 5   | 9 | 1 | 2 | 6 | 10 | 21 | -11  |

|  | Qualification pour le Super Six |
|  | T : Tenant du titre             |

### Super Six
Dans cette seconde phase, les six équipes s'affrontent une seule fois afin de déterminer les deux finalistes. La rencontre du 27 juin entre Virgin Gorda United et le Panthers FC comptant pour la quatrième journée n'est pas jouée à sa date initiale et n'est pas reprogrammée puisque les deux équipes ne peuvent plus se qualifier pour la finale.
En cas d'égalité à l'issue du temps réglementaire, les deux équipes se disputent la victoire aux tirs au but. Le même nombre de points est attribué en cas d'une victoire dans le temps réglementaire ou aux tirs au but, il en est de même pour une défaite.
| Rang | Équipe              | Pts | J | G | Gt | P | Bp | Bc | Diff |
| ---- | ------------------- | --- | - | - | -- | - | -- | -- | ---- |
| 1    | Sugar Boys          | 12  | 5 | 4 | 0  | 1 | 13 | 4  | +9   |
| 2    | Lion Heart          | 12  | 5 | 4 | 0  | 1 | 11 | 8  | +3   |
| 3    | Virgin Gorda United | 6   | 4 | 1 | 1  | 2 | 4  | 6  | -2   |
| 4    | Panthers FC         | 6   | 4 | 0 | 2  | 2 | 5  | 10 | -5   |
| 5    | Wolues FC           | 3   | 5 | 1 | 0  | 4 | 6  | 8  | -2   |
| 6    | Islanders FC T      | 3   | 5 | 1 | 0  | 4 | 6  | 9  | -3   |

|  | Qualification pour la finale |
|  | T : Tenant du titre          |

### Finale
La finale se joue en trois manches, le 27 juin (match aller), le 5 septembre (match retour) et à une date ultérieure pour le match d'appui. La différence de buts n'est pas prise en compte.
| Équipe 1   | Résultat | Équipe 2   | Aller                | Retour | Appui |
| ---------- | -------- | ---------- | -------------------- | ------ | ----- |
| Sugar Boys | 5 - 3    | Lion Heart | 3 - 3 (5-4) t. a. b. | 2 - 0  | 0     |

## Bilan de la saison
| Championnat des îles Vierges britanniques de football 2021 |                        |
| Champion                                                   | Sugar Boys (1er titre) |
| Dauphin                                                    | Lion Heart             |
| Qualifications continentales                               |                        |
| Caribbean Club Shield 2022                                 | À déterminer           |